# Linx
|  | Per a altres significats, vegeu «Linx (desambiguació)». |

El linx (Lynx) és un gènere de felins del qual formen part quatre espècies vivents i una d'extinta. Les seves característiques són: mida mitjana, potes fortes, orelles prominents, cua curta i el pelatge més o menys tacat.

## Taxonomia
- Lynx canadensis - linx canadenc
- Lynx issiodorensis †[2]
- Lynx lynx - Linx nòrdic[3]
- Lynx pardinus - Linx ibèric
- Lynx rufus - Linx vermell[3]

Totes les espècies habiten exclusivament a l'hemisferi nord, a Euràsia i Nord-amèrica (d'on sembla que són originaris). L'anomenat linx africà (Caracal caracal), que habita a Àfrica i a gran part de l'Àsia central i occidental, és en realitat un felí escassament emparentat amb els representants del gènere Lynx, malgrat que hi comparteix algunes semblances externes, fruit de la convergència evolutiva, com són la cua, excepcionalment curta i les grans orelles, coronades per llargs pèls negres a la punta que serveixen per potenciar-li la gran audició.

## Característiques

### Cos

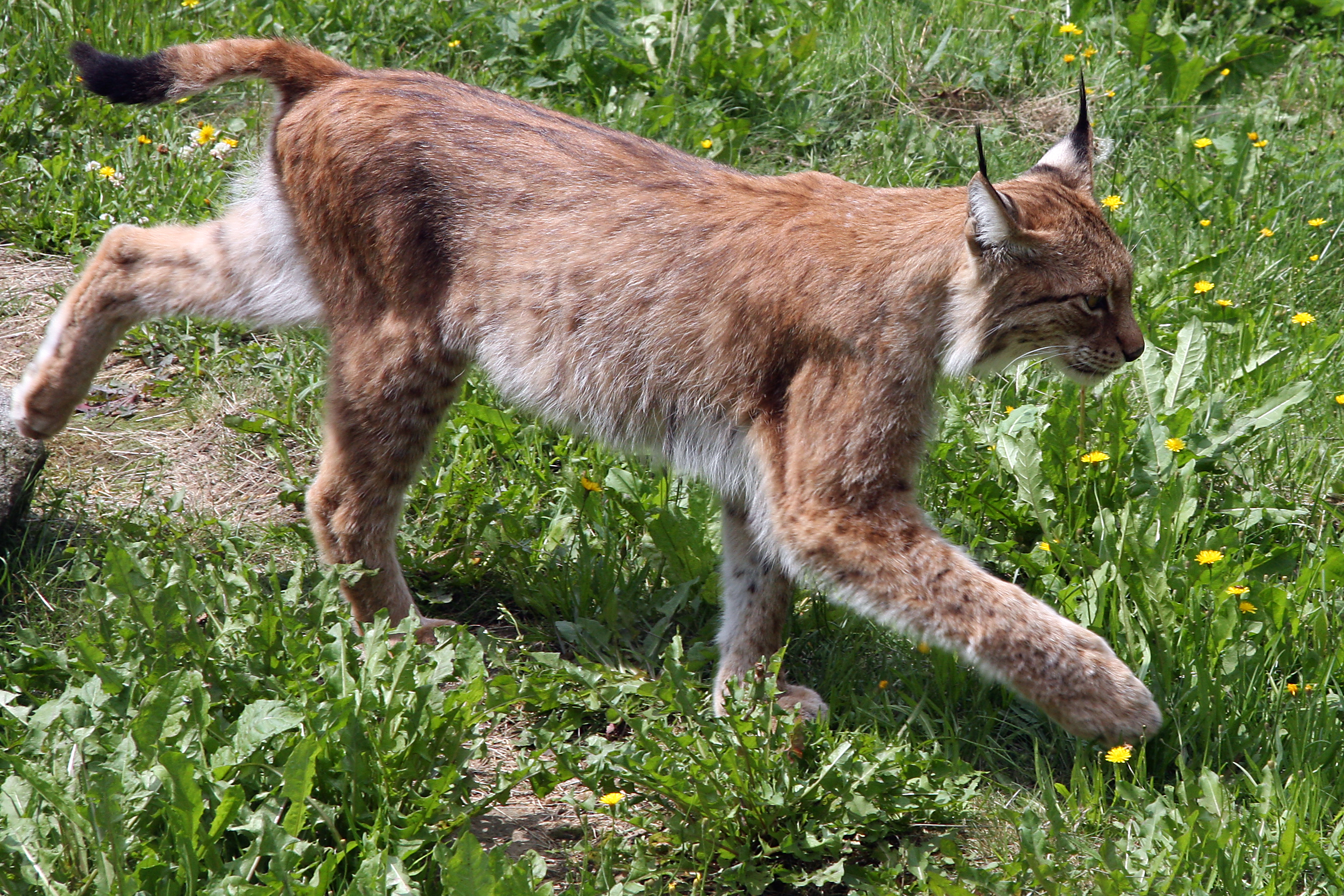
Els linxs tenen una silueta característica amb la seva cua curta i potes llargues. Aquí, linx nòrdic d'un zoològic suec.

El físic molt reconeixible dels linxs difícilment es pot confondre amb els membres d'un altre gènere de felins, excepte potser Caracal. El cos es caracteritza per una marxa balancejada a causa de les seves extremitats posteriors molt desenvolupades, que és una particularitat del gènere, els felins tenen generalment la part davantera del cos més potent.
El pelatge té diferents tonalitats segons l'espècie i la subespècie de què es tracti. Els linxs canadencs i eurasiàtics oscil·len entre el marró i el groc desenvolupant un pelatge més llarg i gris durant l'hivern. El linx ibèric és de color marró mentre que el linx vermell, com indica el seu nom, té un mantell marró-vermellós. Les quatre espècies tenen taques i ratlles que varien segons l'individu. Generalment els individus més tacats són els que viuen al sud.
La cua és curta, com a truncada i acaba en una borla; mesura amb prou feines de 20 a 25 cm de llargada. La mida total varia segons l'espècie, però es manté en les mateixes proporcions: només el linx nòrdic es diferencia per la seva mida que pot ser el doble que la d'altres espècies. El dimorfisme sexual és significatiu: els mascles són de mitjana una quarta part més grans que les femelles.
|                  | Linx nòrdic | Linx canadenc | Linx ibèric | Linx roig   |
| Llargada         | 77 a 135 cm | 85 a 114 cm   | 85 a 110 cm | 76 a 124 cm |
| Alçaca a la creu | 65 a 75 cm  | 60 a 65 cm    | 42 a 47 cm  | 45 a 68 cm  |
| Pes              | 9 a 35 kg   | 8 a 14 kg     | 9 a 13 kg   | 6 a 13 kg   |

### Cap

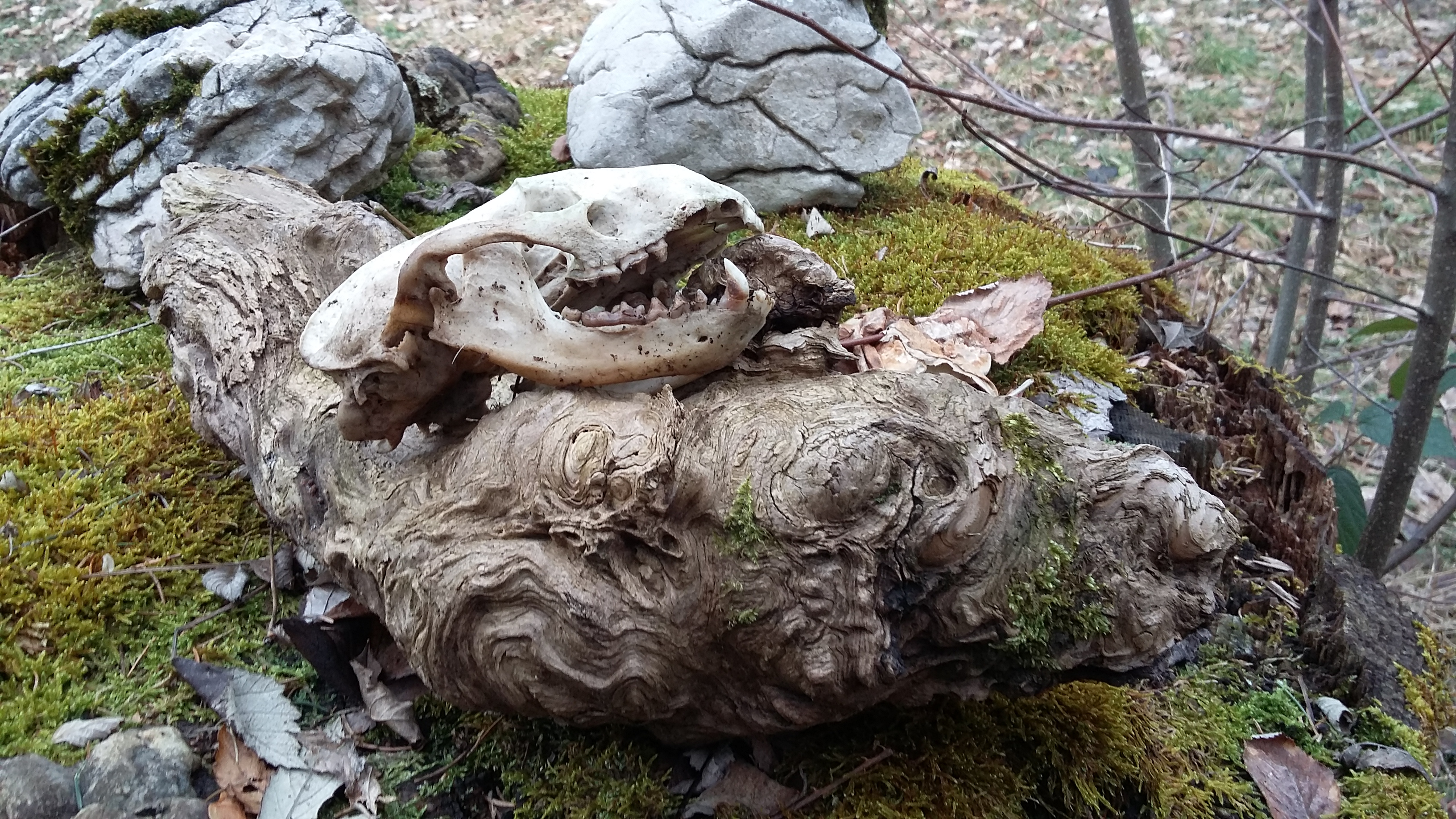
Crani de linx descobert al bosc de Jougne (Doubs).

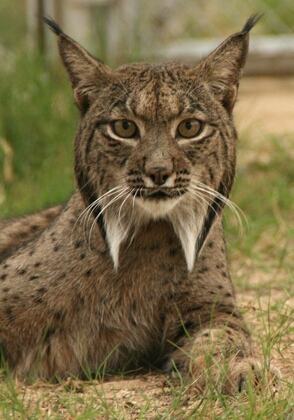
El cap d'un linx té orelles triangulars rematades amb acaben en flocs negres i bigotis al voltant de les galtes. Aquí, un Linx ibèric.

El cap dels linxs, de forma arrodonida i sostingut per un coll curt és també característic. Les orelles són triangulars, llargues i adornades amb flocs de pèl negre. Aquests plomalls d'orella no només estan presents en espècies del gènere Linx, sinó també en la del caracal, el gat de la jungla i certes races de gat domèstic. Això es podria utilitzar per capturar la direcció del vent. Els pèls llargs al llarg de les galtes, anomenats "patilles", formen una punta que els dona un aspecte lleugerament grassonet. S'ha discutit la utilitat de la forma facial del linx, especialment els flocs de pèl per a les orelles. Matjuschkin va proposar una analogia amb la cara del mussol, molt rodona, amb petites plomes erectes al cap: els bigotis al voltant de les galtes del linx formarien un mirall parabòlic per captar millor els sons, mentre que els flocs de les orelles millorarien la localització del so.
Els linxs tenen la característica de tenir només 28 dents en lloc de les trenta habituals dels felins: només tenen dos premolars a la mandíbula superior, que és una característica del gènere Linx. L'escurçament de les mandíbules comporta un augment de la potència de la mossegada. Dins del gènere linx, només el linx nòrdic té la possibilitat de tenir una dent supernumerària. La dentadura temporal dels linxs no inclou queixals, l'ordre d'aparició de les dents és caní - incisiu - premolar, doncs, per a la dentició final incisiu - caní - premolar - molar.

#### Habilitats físiques
Com tots els felins, els linxs tenen una visió molt sensible amb poca llum i molt precisa per detectar el moviment. L'olfacte és potent, però només s'utilitza per a la comunicació intraespecífica (marcació del territori per exemple), i mai per a la caça com el Canidae. Les vibrisses, sovint dites bigotis, es troben al musell, per sobre dels ulls, a les galtes i a l'alçada de les potes: com tots els felins, són un òrgan de toc molt sensible. Els linxs no reaccionen a l'herba gatera en captivitat, però sembla que se senten atrets pel seu olor en estat salvatge.
Són capaços de nedar quan cal, i són excel·lents saltadors i escaladors, gràcies a les seves extremitats posteriors especialment adaptades al salt. Per exemple, linxs captius han escapat saltant per sobre de la seva tanca de tres a quatre metres. Com tots els felins, els linxs són corredors de fons molt pobres. Aquesta baixa resistència es pot correlacionar amb la petita mida del cor: el pes del cor d'un linx només representa entre el 3,4 i el 6,4% de la seva massa total. Els linxs coneixen tres marxes: el pas, que és la marxa més utilitzada, el trot i el salt.

## Biologia i ecologia

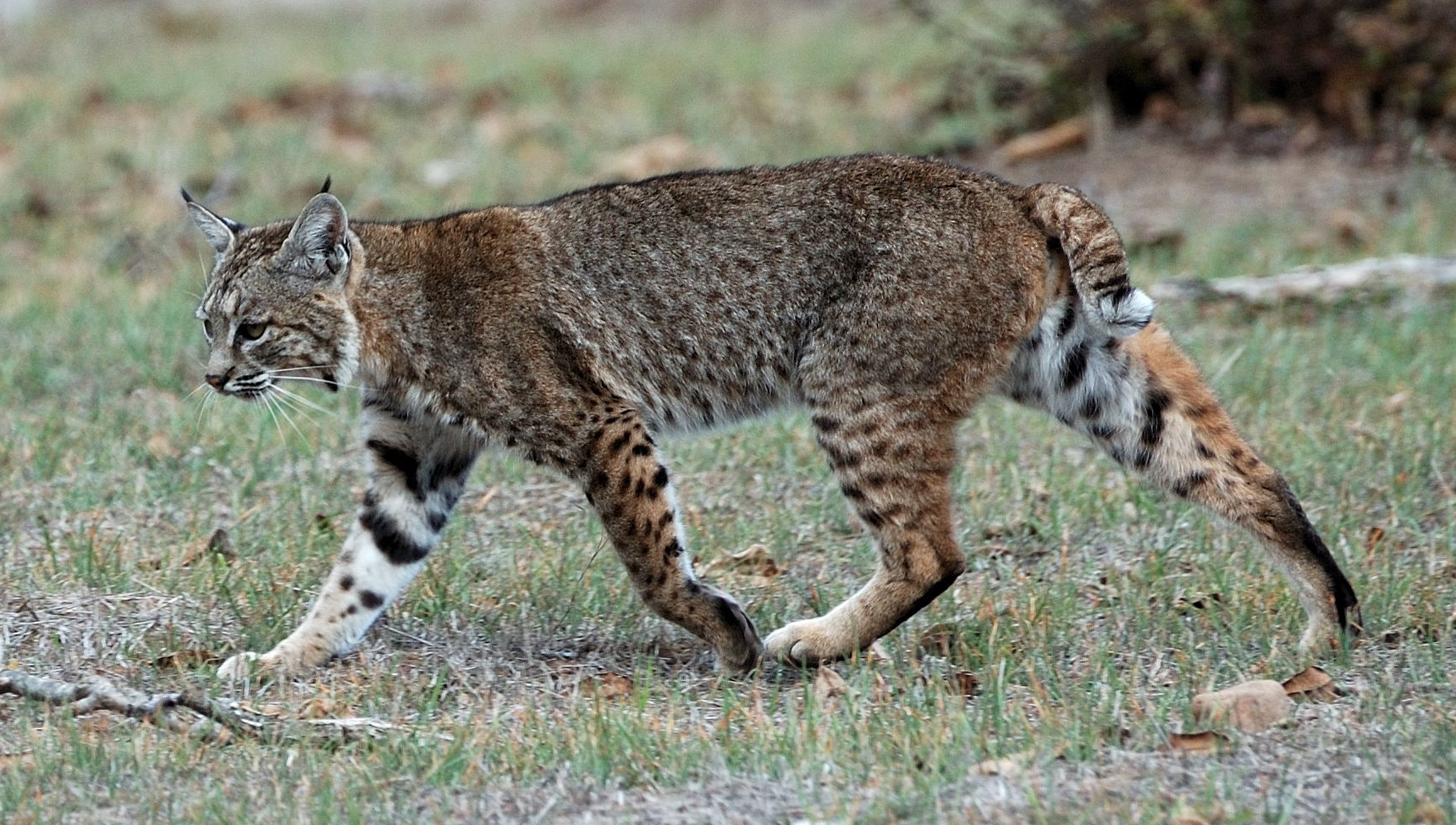
Els linxs recorren el seu territori a la recerca de preses. Aquí, un Linx vermell.

Es tracta d'animals preferentment forestals. El linx ibèric habita en boscos de tipus mediterrani, mentre que el nòrdic i el canadenc alternen entre els boscos de coníferes i els de fulla caduca. També poden habitar zones com la tundra. El linx vermell és comú tant en boscos com en les grans esplanades i algunes àrees de matoll del centre i oest de Nord-amèrica.
Com tots els felins, els linxs són territorials. El territori del mascle se superposa al d'una o més femelles. Els territoris, tots els sexes conjugats, però, inclouen "zones neutrals" on es poden moure sense cap enfrontament: els límits del territori són sovint zones neutrals per als linxs. La mida del territori depèn de la densitat de preses i de l'espècie de linx considerada. El territori del mascle pot arribar als 300 km2 a Amèrica del Nord. El linx mascle és intolerant vers altres mascles que travessen el seu territori, encara que siguin les femelles les més reivindicatives entre elles.
Els marcatges olfactius, que permeten senyalitzar la seva presència al territori, es fan la majoria de vegades en un suport fàcilment identificable. Sovint es tracta de raigs d'orina i marques de rascades. Les marques són més freqüents al centre del territori que a la seva perifèria.
Els linxs són generalment solitaris, excepte les femelles amb les seves cries. Les úniques trobades entre mascle i femella tenen lloc durant el període de reproducció, durant el qual el mascle segueix la femella en tots els seus moviments.
Extremadament discrets, els linxs rarament són visibles. Per exemple, al Parc Nacional del Bosc de Baviera, on s'ha reintroduït el linx boreal, 10.000 visitals prenen anualment un camí a tres-cents metres des del lloc de cria del linx; tot el parc de 13,000 hectàrees, que conté sis linxs residents, va ser visitat per 1,3 milions persones el 1976. Tanmateix, només s'han informat de sis a vuit albiraments anuals.
Els linxs són més actius al capvespre i a l'alba. Principalment cacen per emboscada. Com la majoria dels felins, els linxs solen asfixiar les seves preses amb una mossegada a la gola, sense utilitzar les seves potes per noquejar-les. Poden recórrer el seu territori a la recerca de preses durant diversos quilòmetres. La freqüència de caça és d'una presa cada dos o tres dies. La taxa d'èxit de la caça varia molt entre els individus. Per al linx nòrdic, s'estima que les femelles acompanyades de les seves cries tenen èxit en la seva caça en el 60 al 70% dels casos, els mascles en el 40 al 60% dels casos i els subadults en el 10 al 20% dels casos. La distància entre l'atac i la mort és generalment inferior a vint metres. Els linxs només persegueixen les seves preses durant més de dos-cents metres entre l'1 i el 5% dels atacs.
Les preses més comunes en són els rosegadors i els lagomorfs, a les que s'afegeixen ocasionalment ocells i ungulats de petita mida, com ara cabirols i cries de cérvol. Els petits carnívors, entre el que s'inclou el gat feréstec, tampoc no escapen a la seva depredació.

## Problemàtica
De les quatre espècies conegudes de linxs, l'espècie ibèrica és la més vulnerable pel que fa al nombre d'individus. Aquesta espècie forma part de la Llista Vermella de la UICN. La població del linx ibèric, que s'havia reduït a 200 exemplars, s'ha recuperat fins als gairebé 700, i es reparteix en petites àrees del sud-oest de la península Ibèrica, entre les quals destaca el Parc Nacional de Doñana. Malgrat els recents èxits del programa de cria en captivitat portada a terme a Espanya, l'espècie encara continua decreixent per culpa dels atropellaments a les carreteres, destrucció del seu hàbitat i l'escassetat d'aliments, degut principalment a la mixomatosi en el conill. També es produeixen morts quan els animals queden atrapats en els paranys i a causa de la caça furtiva.
El 28 de maig de 2019 va néixer als Pirineus catalans el primer linx en més d'un segle, de l'espècie linx europeu o linx nòrdic, extingida a la zona. Es tractava d'un mascle d'un quilo de pes, fill de pares nascuts el 2008 en captiveri a Galícia. El cadell va venir al món en un centre d'educació mediambiental i d'interpretació de la natura que té una àrea de recuperació de fauna de la vall d'Àneu, al Pallars Sobirà.

## Història natural
La Filogènia fa temps que es basa en l'estudi dels fòssils d'un animal per tal d'aclarir l'aspecte i l'evolució d'una espècie. La filogènia moderna es basa principalment en anàlisis genètiques a causa del petit nombre de fòssils felins. El primer felí es remunta a fa 11 milions d'anys. L'avantpassat comú de les línies Leopardus, Lynx, Puma, Prionailurus i Felis hauria creuat Beríngia i colonitzat Amèrica del Nord fa aproximadament 8 a 8,5 milions d'anys. Fa 7,2 milions d'anys, el llinatge del linx es va separar del dels pumes. L'últim avantpassat comú de tots els linxs data de fa 3,2 milions d'anys al Pliocè.

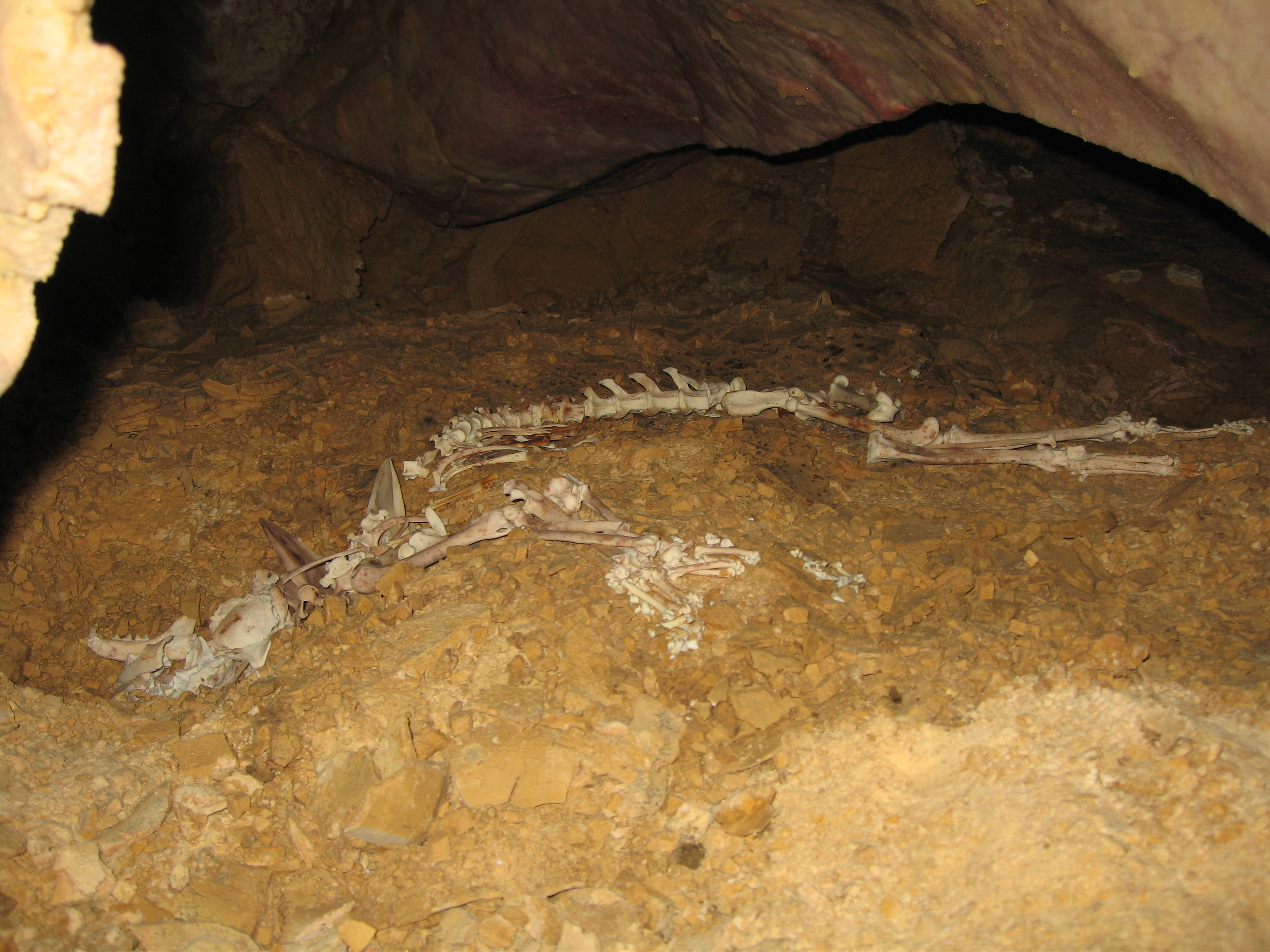
Esquelet de linx en la Sima del Pulpo, una cova de Cieza, Múrcia.

Encara que els fòssils són rars entre els felins, els linxs són una excepció. El linx Issoire (Lynx issiodorensis) es considera generalment l'avantpassat comú del gènere Lynx. Aparegué durant el Pliocè superior. Tenint una àrea de distribució molt àmplia, L. issiodorensis presentava una morfologia propera a la dels felins alhora que tenia les característiques del linx: una cua curta i dents amb 28 dents. S'han proposat diverses hipòtesis d'"aparicions" de linxs moderns a través de la forma intermèdia del linx d'Issoire. Una primera hipòtesi suggereix una divergència en tres llinatges diferents: L. pardinus, L. linx, i L. rufus; en aquesta primera hipòtesi, L. canadensis descendeix de L. lynx.
El linx d'Issoire hauria emigrat a Amèrica del Nord a través de l'estret de Bering durant la glaciació del Pleistocè fa cinc o dos milions d'anys: es van descobrir proves de la seva presència allà fa 2,5 a 2,4 milions d'anys a Texas. Aleshores, el linx Issoire hauria evolucionat cap a una forma intermèdia Lynx issiodorensis kurteni i després cap a l'actual linx roig (Lynx rufus).

## Linx a la cultura

### Etimologia i semàntica
El terme linx prové del llatí lynx, provinent del grec antic “λύγξ / lunx” que designa simplement l'animal. La primera font en català data de 1507.

### Linx i mitologies

#### Mitologia americana
A la mitologia dels nadius americans, la figura del linx s'associa sovint amb la del coiot, en un tema de germanament. El linx i el coiot estan associats respectivament amb el vent i la boira, dos elements oposats en el folklore indígena. Les llegendes varien lleugerament entre els pobles nord-americans, i a Amèrica del Sud existeixen mites equivalents, com a Brasil per exemple. Les figures del linx i el coiot en els mites de les primeres nacions d'Amèrica van ser estudiades per Claude Lévi-Strauss, al seu llibre Histoire de Lynx. Segons ell, aquests bessons oposats de força desigual representen un món en perpetu desequilibri. Aquesta anàlisi li permet interpretar el comportament amable dels aborígens durant els seus primers contactes amb els europeus: per als aborígens, l'existència del seu poble implicava l'existència d'altres pobles dels quals esperaven l'arribada. Encara segons Lévi-Strauss, les versions posteriors són el resultat del contacte habitual amb els europeus.
En una llegenda Shawnee, el linx, un dels quatre protectors de l'estrella del matí, és enganyat per un conill: mentre aquest últim està acorralat en un arbre, disposat a ser atrapat pel linx, suggereix al seu depredador que faci foc per rostir-lo; aleshores el conill salta de l'arbre i les brases s'escampen pel pelatge del linx i dibuixen taques marrons fosques al seu pelatge. Els mohaves creuen que sovint somiar amb un objecte o un ésser viu els dona les seves característiques. Si somien amb les dues divinitats representades pel linx i el puma, pensen que això els donarà habilitats de caça superiors a les d'altres tribus. Els colons europeus també admiraven aquest felí, i als Estats Units continua sent destacat a les antologies de folklore nacional.

#### Mitologia europea
El linx nòrdic està gairebé absent de les mitologies europees; tanmateix, ha estat objecte de nombroses superstricions col·locades en bestiaris. El linx apareix com un llop amb taques de pantera, la femella del qual només pot parir una vegada.
Una altra superstició és que el linx té bons ulls. Aquesta creença va néixer de la confusió amb l'argonauta Linceu que posseïa una visió penetrant. També es pensava que els ulls brillants del linx il·luminaven el camí i podien deixar cec per la instensitat de la llum.(Raydelet 2006, Sentier de l'imaginaire) Els seus ulls brillants suposadament tenien la capacitat de veure a través de les parets. La llegenda del llop cerver diu que el linx es pot transformar en un llop per alimentar-se de cervells humans. Té cap de linx posat de cara amb les orelles dretes, cos de pantera amb clapes i cua de gat de color tirant a fosc.

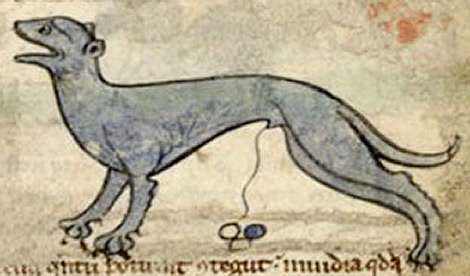
L'orina del linx es solidifica per formar lyncurius. Bestiari medieval del.

L'orina de linx tenia la propietat de solidificar-se per formar una pedra preciosa vermella, lyncurium, lyncurius o lapis lyncurius. Per amagar aquesta pedra i per gelosia, el linx cobreix la seva orina amb terra. La fabulosa pedra és capaç de curar la icterícia i fer desaparèixer les pedres de la bufeta. Segons Theofrast (segle v aC), la pedra atrau la palla, les encenalls de fusta, el coure i el ferro; és de millor qualitat si prové d'individus salvatges i mascles. Encara que ningú no hagi vist mai aquesta fabulosa pedra, els escrits de Teofrast seran recollits per diversos autors clàssics com Ovidi (segle i), Plini el Vell (segle i) i Isidor de Sevilla (segle vii) fins al segle xvii on desapareix gradualment dels lapidaris, sense que les creences de Teofrast mai es posin en dubte.